# 사와군

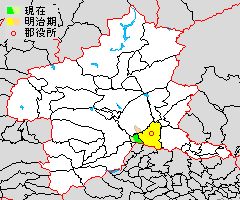
사와 군의 위치

사와군(일본어: 佐波郡, さわぐん)은 일본 군마현에 있는 군이다.
인구 35,213명, 면적 25.78km², 인구밀도 1,366명/km².(2025년 3월 1일, 추계인구)
이하 1정으로 설치되어 있다.
- 다마무라정(玉村町)

## 군역
1878년 행정 구역으로 출범 당시의 군역은 현재의 행정 구역으로 대체로 이하의 구역에 해당한다.
- 마에바시시(일부)
- 이세사키시(일부)
- 다마무라정(일부)

## 역사

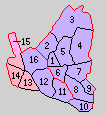
1.이세사키정 2.미사토촌 3.아카보리촌 4.아즈마촌 5.우에하스촌 6.모로촌 7.우네메촌 8.고시촌 9.사카이정 10.시마촌 11.도요우케촌 12.나와촌 13.시바네촌 14.다마무라정 15.조요촌 16.미야고촌 (보라:이세사키시 분홍:마에바시시 빨강:다마무라정)

- 1896년 4월 1일 - 군제 시행에 따라 사이군(佐位郡)·나와군(那波郡)의 구역으로 두 군의 이름에서 한 글자씩을 따와 사와군(佐波郡)이 발족. 아래의 정촌이 소속.(3정 13촌)
  - 구 사이군(2정 9촌) - 이세사키정(伊勢崎町), 미사토촌(三郷村), 아카보리촌(赤堀村), 아즈마촌(東村), 우에하스촌(殖蓮村), 모로촌(茂呂村), 우네메촌(采女村), 고시촌(剛志村), 사카이정(境町), 시마촌(島村)(현 이세사키시)
  - 구 나와군(1정 4촌)- 도요우케촌(豊受村), 나와촌(名和村), 미야고촌(宮郷村)(현 이세사키시), 다마무라정(玉村町), 시바네촌(芝根村)(현 다마무라정), 조요촌(上陽村)(현 마에바시시, 다마무라정)
- 1940년 9월 13일 - 이세사키정·우에하스촌·모로촌이 합병하여 이세사키시(伊勢崎市)가 발족, 군에서 이탈.(2정 11촌)
- 1955년)
  - 1월 10일 - 미사토촌이 이세사키시에 편입.(2정 10촌)
  - 3월 1일 - 사카이정·우네메촌·고시촌·시마촌이 합병하여, 새로이 사카이정이 발족.(2정 7촌)
  - 3월 25일 - 도요우케촌·나와촌·미야고촌이 이세사키시에 편입.(2정 4촌)
  - 4월 20일 - 다마무라정·시바네촌이 합병하여, 새로이 다마무라정이 발족.(2정 3촌)
- 1957년
  - 8월 1일 - 다마무라정·조요촌 및 군마군 군난촌의 일부가 합병하여, 새로이 다마무라정이 발족.(2정 2촌)
  - 10월 15일 - 다마무라정이 군마군 군난촌의 일부를 편입.
  - 11월 1일 - 사카이정이 닛타군 세라다촌의 일부를 편입.
- 1960년 4월 1일 - 다마무라정의 일부가 마에바시시에 편입.
- 1986년 10월 1일 - 아카보리촌이 정제 시행으로 아카보리정(赤堀町)이 됨.(3정 1촌)
- 2005년 1월 1일 - 아카보리정·사카이정·아즈마촌이 이세사키시와 합병하여, 새로이 이세사키시가 발족, 군에서 이탈.(1정)